# Mesostenus schmiedeknechti
Mesostenus schmiedeknechti är en stekelart som beskrevs av Ciochia 1973. Mesostenus schmiedeknechti ingår i släktet Mesostenus och familjen brokparasitsteklar. Inga underarter finns listade i Catalogue of Life.